# 부시도 (1963년 영화)
부시도(Bushido, Samurai Saga)는 일본에서 제작된 이마이 타다시 감독의 1963년 액션, 드라마 영화이다. 나카무라 킨노스케 등이 주연으로 출연하였고 오카와 히로시 등이 제작에 참여하였다. 제13회 베를린 국제영화제에 출품되어 황금곰상을 받았다.

## 출연

### 주연
- 나카무라 킨노스케
- 토우노 에이지로

### 조연
- 키시다 쿄코
- 모리 마사유키
- 에바라 신지로
- 카토 타케시
- 미타 요시코
- 아리마 이네코
- 키무라 이사오
- 아라키 미치코
- 아즈마 에미코
- 카토 요시
- 카와라자키 초이치로
- 마츠오카 키코
- 니시무라 코우
- 오다 마사오
- 오카 사토미
- 사토 케이
- 와타나베 미사코
- 야마모토 케이
- 야나기 에이지로